# Lior Ashkenazi

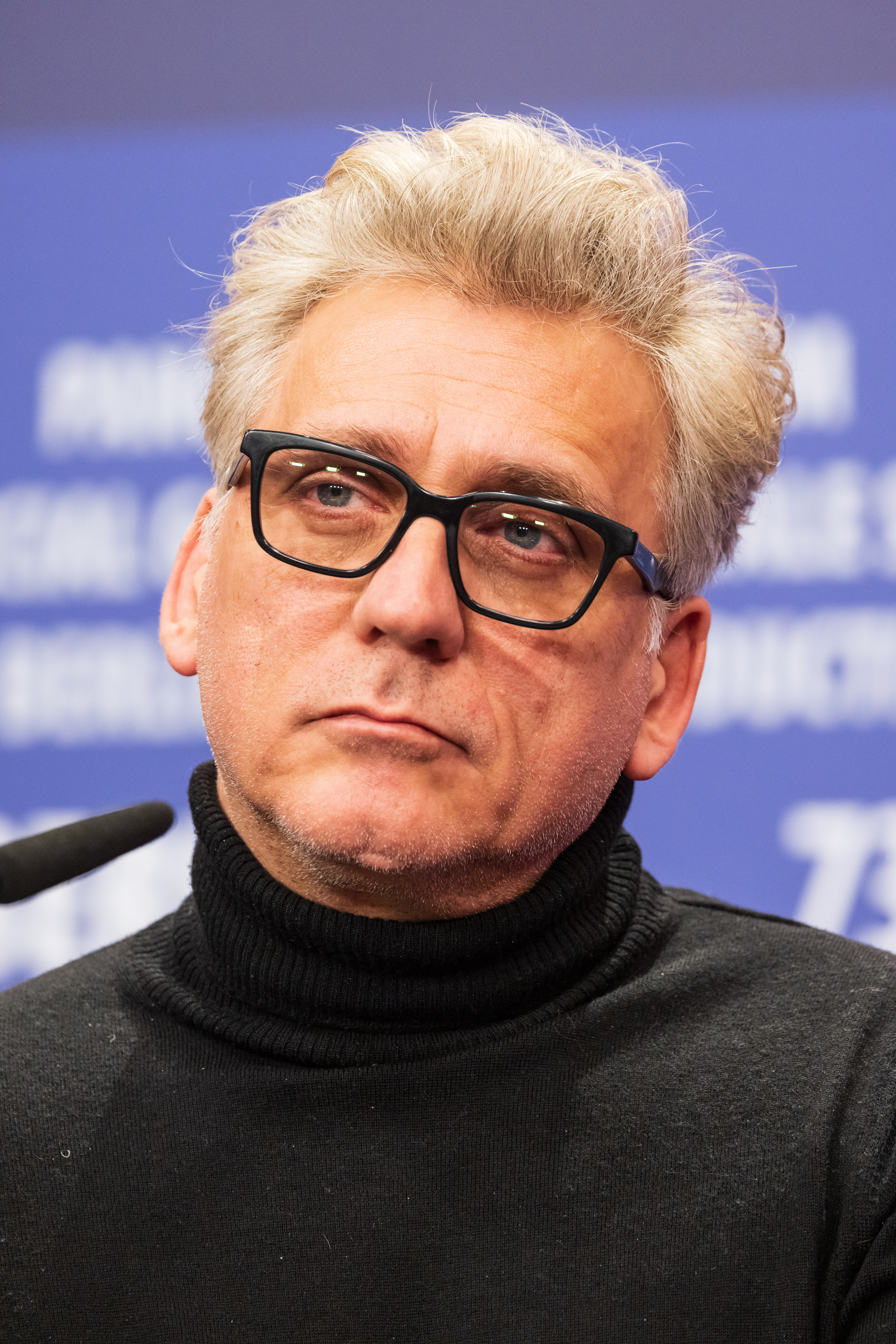
Lior Ashkenazi (2023)

Lior Ashkenazi (hebräisch ליאור אשכנזי; * 28. Dezember 1968 in Ramat Gan, Israel) ist ein israelischer Schauspieler.

## Leben
Lior Ashkenazi wurde als Sohn türkischer Juden in Ramat Gan geboren. Seine Jugend verbrachte er in einem Kibbuz. Seinen Wehrdienst leistete Ashkenazi ab 1987 bei den Israelischen Streitkräften bei der Fallschirmjäger-Brigade. Anschließend studierte er bis 1994 an der Schauspielschule Beit Zvi. Nach seinem Theaterengagement spielte er unter anderem in Filmen wie Kanon, Enemy Scoop und Southwest mit, bevor er 2001 für seine Rolle des Zaza in dem von Dover Koshashvili inszenierten Liebesfilm Hochzeit wider Willen mit dem israelischen Filmpreis Ophir Award als Bester Hauptdarsteller ausgezeichnet wurde.
Lior Ashkenazi war mit der Schauspielerin Shira Farber verheiratet, mit der er eine gemeinsame Tochter hat. Anschließend war er mit der Drehbuchautorin und Dramatikerin Sigal Avin liiert. Seit dem 26. Dezember 2011 ist er mit der Filmproduzentin Maya Amsellem verheiratet.

## Filmografie (Auswahl)
- 1997: Kanon
- 1999: Enemy Scoop
- 1999: Southwest
- 2001: Hochzeit wider Willen (Hatuna Meuheret)
- 2001: Ish HaHashmal
- 2004: Walk on Water (Lalechet al haMajim)
- 2005: BeTipul (Fernsehserie, neun Folgen)
- 2008: Hello Goodbye – Entscheidung aus Liebe (Hello Goodbye)
- 2010: Rabies (Kalevet)
- 2011: Hearat Shulayim
- 2012: Yossi
- 2013: La Dune
- 2013: Big Bad Wolves
- 2014: Encirclements
- 2016: Norman (Norman: The Moderate Rise and Tragic Fall of a New York Fixer)
- 2017: Foxtrot – Der Tanz des Schicksals (Foxtrot)
- 2018: 7 Tage in Entebbe (7 Days in Entebbe)
- 2023: Golda – Israels Eiserne Lady (Golda)
- 2024: We Were the Lucky Ones (Miniserie)

## Auszeichnung (Auswahl)
Ophir Award
- 2001: Bester Hauptdarsteller für Hochzeit wider Willen
- 2001: Nominierung als Bester Nebendarsteller für Ish HaHashmal
- 2004: Nominierung als Bester Hauptdarsteller für Walk on Water
- 2011: Bester Nebendarsteller für Hearat Shulayim